# Pīr Poshteh
Pīr Poshteh (persiska: پیر پشته) är en ort i Iran.   Den ligger i provinsen Gilan, i den norra delen av landet, 200 km nordväst om huvudstaden Teheran. Antalet invånare är 441.
Terrängen runt Pīr Poshteh är huvudsakligen platt, men åt sydväst är den kuperad. Runt Pīr Poshteh är det ganska tätbefolkat, med 134 invånare per kvadratkilometer. Närmaste större samhälle är Langarud, 7,4 km väster om Pīr Poshteh. Trakten runt Pīr Poshteh består till största delen av jordbruksmark.